# Harry Potter i Czara Ognia (film)
Harry Potter i Czara Ognia (ang. Harry Potter and the Goblet of Fire) – film wyprodukowany w roku 2005, wyreżyserowany przez Mike’a Newella, oparty na książce J.K. Rowling – Harry Potter i Czara Ognia. W rolach głównych występują, tak jak we wcześniejszych częściach: Daniel Radcliffe jako Harry Potter, Emma Watson jako Hermiona Granger i Rupert Grint jako Ron Weasley.
Serwis Rotten Tomatoes przyznał mu wynik 88%.

## Fabuła
Film opowiada o kolejnym, czwartym już roku Harry’ego Pottera w Hogwarcie. Tego roku w zamku odbędzie się Turniej Trójmagiczny. Harry, który jest za młody, aby brać udział w zmaganiach, zostaje wybrany jednak przez Czarę Ognia na uczestnika Turnieju. Nazwisko Harry’ego wrzucił do Czary na pewno ktoś, kto miał wobec niego złe zamiary. W szkole pojawia się również nowy nauczyciel obrony przed czarną magią, Alastor Moody, były auror. Wszystko zmierza do powrotu Lorda Voldemorta.

## Obsada
| Postać | Aktor                                                        | Polski dubbing                                                    |
| --- | ------------------------------------------------------------ | ----------------------------------------------------------------- |
| Harry Potter | Daniel Radcliffe                                             | Jonasz Tołopiło                                                   |
| Ron Weasley | Rupert Grint                                                 | Marcin Łabno                                                      |
| Hermiona Granger | Emma Watson                                                  | Joanna Kudelska                                                   |
| Draco Malfoy | Tom Felton                                                   | Aleksander Czyż                                                   |
| Albus Dumbledore | Michael Gambon                                               | Wojciech Duryasz                                                  |
| Minerwa McGonagall | Maggie Smith                                                 | Wiesława Mazurkiewicz                                             |
| Syriusz Black | Gary Oldman                                                  | Jan Peszek                                                        |
| Severus Snape | Alan Rickman                                                 | Mariusz Benoit                                                    |
| Rubeus Hagrid | Robbie Coltrane                                              | Marek Obertyn                                                     |
| Lord Voldemort | Ralph Fiennes                                                | Wiesław Komasa                                                    |
| Olimpia Maxime | Frances de la Tour                                           | Krystyna Tkacz                                                    |
| Igor Karkarow | Predrag Bjelac                                               | Mariusz Jakus                                                     |
| Alastor „Szalonooki” Moody | Brendan Gleeson                                              | Andrzej Grabowski                                                 |
| Bartemiusz „Barty” Crouch | Roger Lloyd-Pack                                             | Bohdan Łazuka                                                     |
| Bartemiusz „Barty” Crouch Junior | David Tennant Brendan Gleeson (w postaci Alastora Moody'ego) | Grzegorz Małecki Andrzej Grabowski (w postaci Alastora Moody'ego) |
| Neville Longbottom | Matthew Lewis                                                | Krzysztof Królak                                                  |
| Cho Chang | Katie Leung                                                  | Zuzanna Madejska                                                  |
| Fleur Delacour | Clémence Poésy                                               | Agata Buzek                                                       |
| Gabrielle Delacour | Angelica Mandy                                               | –                                                                 |
| Wiktor Krum | Stanisław Janewski                                           | Nieznany aktor                                                    |
| Cedrik Diggory | Robert Pattinson                                             | Bartosz Fajge                                                     |
| Amos Diggory | Jeff Rawle                                                   | Andrzej Chudy                                                     |
| Filius Flitwick | Warwick Davis                                                | Mieczysław Morański                                               |
| Lucjusz Malfoy | Jason Isaacs                                                 | Artur Dziurman                                                    |
| Peter Pettigrew | Timothy Spall                                                | Włodzimierz Press                                                 |
| Korneliusz Knot | Robert Hardy                                                 | Jerzy Łapiński                                                    |
| Rita Skeeter | Miranda Richardson                                           | Agnieszka Pilaszewska                                             |
| Fred Weasley | James Phelps                                                 | Jakub Truszczyński                                                |
| George Weasley | Oliver Phelps                                                | Jakub Truszczyński                                                |
| Artur Weasley | Mark Williams                                                | Leon Charewicz                                                    |
| Ginny Weasley | Bonnie Wright                                                | Nieznana aktorka                                                  |
| Seamus Finnigan | Devon Murray                                                 | Nieznany aktor                                                    |
| Dean Thomas | Alfred Enoch                                                 | Adam Pluciński                                                    |
| Vincent Crabbe | Jamie Waylett                                                | Nieznany aktor                                                    |
| Gregory Goyle | Joshua Herdman                                               | Nieznany aktor                                                    |
| Jęcząca Marta | Shirley Henderson                                            | Kamilla Baar                                                      |
| Argus Filch | David Bradley                                                | Jacek Czyż                                                        |
| Angelina Johnson | Tiana Benjamin                                               | Nieznana aktorka                                                  |
| Padma Patil | Afshan Azad                                                  | Nieznana aktorka                                                  |
| Parvati Patil | Shefali Chowdhury                                            | Anna Klamczyńska                                                  |
| Roger Davies | Henry Lloyd-Hughes                                           | –                                                                 |
| Nigel Wolpert | William Melling                                              | Nieznany aktor                                                    |
| James Potter | Adrian Rawlins                                               | Krzysztof Dracz                                                   |
| Lily Potter | Geraldine Somerville                                         | Beata Łuczak                                                      |
| Frank Bryce | Eric Sykes                                                   | Andrzej Gawroński                                                 |
| Opracowanie i udźwiękowienie wersji polskiej: Studio Sonica Reżyseria: Agnieszka Matysiak Dialogi polskie: Barbara Robaczewska Kierownictwo muzyczne: Zdzisław Zieliński Teksty piosenek: Marek Robaczewski Dźwięk i montaż: Jacek Osławski W pozostałych rolach: Łucja Żarnecka, Bartosz Turzyński, Jerzy Dominik i inni. Piosenkę Syreny śpiewała: Violetta Brzezińska |                                                              |                                                                   |

## Ekipa filmowa
- reżyseria: Mike Newell
- scenariusz: Steve Kloves na podstawie książki J.K. Rowling Harry Potter i Czara Ognia
- muzyka: Patrick Doyle w oparciu o wcześniejsze kompozycje Johna Williamsa
- zdjęcia: Roger Pratt
- scenografia: Andrew Ackland-Snow
- kostiumy: Jany Temime
- montaż: Mick Audsley
- produkcja: David Heyman

## Miejsca zdjęć
- Ashridge Estate w Hertfordshire,
- Black Park w Iver w Buckinghamshire,
- Bodleian Library w Divinity School przy Broad Street w Oksfordzie,
- Eastbourne w East Sussex,
- wiadukt w Glenfinnan koło Fort William w Highlands w Szkocji,
- Leavesden Studios w Hertfordshire,
- Steall Falls w Szkocji,
- Virginia Water w Surrey.

## Nagrody
Film otrzymał nominację do Oscara w kategorii Najlepsza Scenografia. Otrzymał również 3 nominacje do MTV Movie Awards w kategoriach: Najlepszy Bohater (Daniel Radcliffe), Najlepszy Czarny Charakter (Ralph Fiennes) i Najlepszy Zespół (Daniel Radcliffe, Emma Watson i Rupert Grint).